# Драценко Данило Павлович
Данило Павлович Драценко (8 грудня 1876–1945) — російський воєначальник українського походження, учасник Першої світової та російської громадянської воєн.

## Біографія
На службу вступив у 1893 році. Закінчив Одеське піхотне юнкерське училище, з якого у 1897 випущений підпоручиком до Єкатеринбурзького 37-го піхотного полку. Потім служив у 140-му Зарайському піхотному полку. Поручник (1901). Брав участь у російсько-японській війні, де був поранений і контужений. Штабс-капітан (1905). У 1908 закінчив Миколаївську академію Генерального штабу. Капітан (1908). Цензове командування ротою відбував у 14-му стрілецькому полку (1908—1910).
Старший ад'ютант штабу 1-го Кавказького армійського корпусу (1910—1911), обер-офіцер для доручень (у розвідувальному відділенні) при штабі того ж корпусу (1911—1912). Обер-офіцер для доручень при штабі Кавказького ВО (1912—1914).
Брав участь у Першій світовій війні на Кавказькому фронті. Під час Сарикамиської битви був посланий генералом Миколою Юденичем до командира 1-го Кавказького армійського корпусу генерала Георгія Берхмана з вимогою не виконувати наказ командувача Кавказької армії Олександра Мишлаєвського про відступ із Сарикамиша.
6 грудня 1914 року, після перемоги біля Сарикамиша та призначення Юденича командувачем Кавказької армії був призначений начальником розвідувального відділення управління генерал-квартирмейстера, з підвищенням у підполковники. Його помічником був підполковник Борис Штейфон.
Відзначився при взятті Ерзурума, за яке нагороджений Георгіївською зброєю, та Трапезунда. Виконуючий посаду начальника штабу 39-ї піхотної дивізії (березень 1916 — квітень 1917), брав участь у Ерзінджанській операції. Полковник (1916). З 5 квітня 1917 р. командир 153-го Бакинського піхотного полку. Генерал-майор (1917).
З 1918 — в Добровольчій армії, з 17 (30) січня 1919 в резерві чинів при штабі головкому ВРЮР. З 1 (14) березня 1919 начальник 4-ї Терської окремої пластунської бригади, 15 (28) березня змінив пораненого генерала Павла Шатілова на посаді керівника каральної операції в Чечні. 16 (29) березня захопив і спалив Алхан-Юрт, потім Валерік та Цоці-Юрті . Закінчивши операцію в Чечні, здійснив окупацію Дагестану, зайнявши 8 (21) травня Петровськ-Порт, а 10 (23) травня Дербент. При його наступі Гірський уряд у Дагестані розбігся, і Дагестан фактично перейшов під владу ЗСПР.
З 31 травня (13 червня) 1919 начальник Астраханського загону, командувач військами Західного узбережжя Каспійського моря, командувач групою військ Астраханського напрямку зі складу Військ Північного Кавказу. Керував невдалим наступом на Астрахань . Після відступу ВСЮР наприкінці 1919 — на початку 1920 був представником спочатку Денікіна, а потім Врангеля в Батумі.
У липні 1920 р. за рекомендацією генерала Шатілова призначений начальником штабу десантного загону Сергія Улагая. У ході проведення Кубанського десанту розійшовся у поглядах з генералом Улагаєм і на власне прохання було замінений генерал-квартирмейстером штабу Російської армії генералом Германом Коноваловим.
Після поділу Російської армії на 1-у і 2-ю армії 2 (15) вересня 1920 р. був призначений командувачем 2-ї армії, підвищений у генерал-лейтенанти. Мав завдання форсувати Дніпро та вдарити у тил Каховській групі червоних. У ході Задніпровської операції наткнувся на переважаючі сили противника, зазнав великих втрат, і 30 вересня (13 жовтня) 1920 року наказав відступати назад на лівий берег Дніпра.
Врангель вважав його винуватцем провалу добре підготовленої операції. За його словами, Драценко «…з винятковою громадянською мужністю та чесною чесністю сам визнав це, просячи звільнити його з посади командувача армії», що й було зроблено 2 (15) жовтня.
Після евакуації з Криму емігрував до Югославії, в 1922 оселився у Великій Топлиці, потім переїхав до Загреба, де отримав місце службовця у військовому відомстві. У квітні 1931, після смерті генерала Олександра Адлерберга, був призначений начальником Загребського відділу РЗВС. Під час Другої світової війни служив у Російському корпусі генерала Штейфона. З 11 травня 1942 року командував 1-ю бригадою, що діяла проти партизанів Йосипа Тіто.
В еміграції склав «Записку» про роботу розвідувального відділення під час Сарикамиської, Євфратської та Ерзерумської операцій та про участь 39-ї піхотної дивізії в Ерзінджанській операції. Рукопис перебуває у паперах генерала Євгена Масловського у Бахметьєвському архіві Колумбійського університету.

## Нагороди
- орден Святого Станіслава 3 ст. з мечами та бантом (ВП 11.08.1905)
- орден Святого Володимира 4 ст. з мечами та бантом (ВП 11.12.1905)
- орден Святої Анни 4 ст. (ВП 22.12.1905)
- орден Святої Анни 3 ст. з мечами та бантом (ВП 10.01.1906)
- орден Святого Станіслава 2 ст. (ВП 17.03.1913)
- орден Святої Анни 2-ї ст. з мечами (ВП 05.06.1915)
- Георгіївська зброя (ВП 07.01.1916)
- Найвище благовоління (ВП 05.04.1916)
- орден Святого Володимира 3 ст. з мечами (ПАФ 24.03.1917)
- орден Святого Георгія 4-го класу (наказ на Кавказькому фронті 27.03.1918 № 61):

|  | За те, що в період Кепрікейської та Ерзерумської операцій він неодноразово в грудні 1915 року і в січні 1916 року, а особливо 19 січня 1916 року, під дійсним артилерійським і рушничним вогнем сміливою розвідкою добув відомості про силу і розташування турецьких позицій та підступів до них попереду Азанкея, у районі гори Джилігель у районі гори Коджут, а потім, під час дій під Ерзерумом, фортів Девебойну, Тафта, Карагюбек і укріплень між ними, а також підступів до них. Відомості, здобуті підполковником Драценком, лягли в основу під час складання планів атаки Кепрікейських позицій і Ерзерумського укріпленого району, що увінчалися повним успіхом і взяттям Ерзерума 3-го лютого 1916 року. |